# Гидробаланс
Гидробаланс — соотношение жидкости, попавшей в организм, и жидкости выделенной организмом за определённый промежуток времени (3 часа, 5 часов, сутки, время тренировки, марафона и т. д.).
Введённая жидкость — вся жидкость, попавшая в организм с питьём или едой.
Выделенная жидкость — жидкость, покинувшая организм с физиологическими выделениями, потом, дыханием.
Понятие гидробаланса также используется для состояния равновесия между потерями и поступлением влаги в организме. Суточная норма человека 1 л воды
Оптимальный гидробаланс равен единице или 100 % (ситуация, когда количество поглощённой и потраченной влаги одинаково) и является одним из важных условий хорошего самочувствия и нормального функционирования всех внутренних органов.

## Нервная и эндокринная регуляция гидробаланса в организме
Гидробаланс в организме поддерживается слаженной работой эндокринной и нервной систем. Основным гормоном, который отвечает за выделение воды из организма, является гормон гипофиза вазопрессин или антидиуретический гормон. Он понижает тонус сосудов почек и тем самым уменьшает выделение мочи. Во время физических нагрузок вследствие интенсивного потоотделения снижается объём плазмы в крови и повышается секреция вазопрессина, что позволяет поддерживать относительно стабильный уровень воды в организме.
Другим гормоном, который поддерживает гидробаланс, является гормон надпочечников альдостерон. Этот гормон обеспечивает задержание натрия в плазме крови, который, в свою очередь, задерживает воду. Во время физических нагрузок выделение альдостерона повышается, что вызывает усиление обратного всасывания натрия почками и задержку воды в организме.
К гормонам, которые повышают выделение воды почками, относятся также половые гормоны: паратгормон и гормон щитовидной железы тироксин. Если содержание воды в организме уменьшается, возникает чувство жажды: происходит сгущение крови, и соответствующие нервные рецепторы посылают сигнал об этом в головной мозг. Гидробаланс регулируется сигналами от осморецепторов гипоталамуса и барорецепторов сосудистой системы.

## Дегидратация
Нарушенный гидробаланс (отрицательный гидробаланс) чреват обезвоживанием разной степени. Помимо жажды и сухости во рту, к первым признакам обезвоживания относят слабость, повышенную утомляемость, нарушение терморегуляции.
Если недостаток воды в организме не восполняется своевременно, то состояние человека значительно ухудшается. Появляются такие симптомы, как головная боль, бессонница, покалывание или потеря чувствительности в конечностях, в дальнейшем потеря сознания.
В критических случаях, например, во время высокоинтенсивных тренировок при высокой температуре недостаток воды в организме может привести к критическому обезвоживанию и в конечном счёте к смерти (в ситуациях, когда гидробаланс падает до 80 %, то есть организм теряет до 20 % воды).

## Чрезмерная гидратация
Опасная (хотя и достаточно редкая) ситуация чрезмерного употребления воды — сверхгидратация. Это может привести к гипонатриемии, то есть пониженному содержанию натрия в крови, когда почки не могут переработать слишком большой объём жидкости в организме.
Симптомы чрезмерного употребления воды: головная боль (из-за отёка головного мозга), дезориентация, тошнота и рвота.

## Поддержание гидробаланса
Потребность организма в воде зависит от множества факторов: масса тела, возраст, температура тела, характер и интенсивность мышечной деятельности, состояние здоровья, характер обмена веществ, рацион питания, температура и влажность и окружающей среды.
Суточная потребность человека составляет приблизительно 33-40 мл воды на 1 кг массы тела в сутки. Потребность новорождённого — 120—140 мл на кг, а ребёнок в возрасте 1-7 лет нуждается в 80-100 мл воды на килограмм веса.
Повышение температуры тела на 1°С увеличивает потребность в воде на 100 мл, усиленное потоотделение требует дополнительных 500—1000 мл.
Основным источником поступления воды в организм (около 60 %) является сама вода и разнообразные безалкогольные напитки. Кроме того, около 30 % воды поступает в организм с едой. И ещё 10 % (около стакана) воды является эндогенной, то есть образуется в организме в процессе окисления белков, жиров и углеводов.
Для нормальной работы организм человек нуждается приблизительно в 2,5 литрах воды в сутки. С учётом эндогенной воды и воды, поступающей с едой, ежедневная доза воды для взрослого составляет 1-1,5 литра чистой воды.
Суточную норму воды следует выпивать в несколько приёмов в течение дня (от одного стакана на 1 приём). В этом случае организм легче восстанавливает гидробаланс.
Также имеет значение качество воды. Оптимально употреблять ежедневно чистую природную питьевую воду невысокой степени минерализации.

## Индивидуальный расчёт объёма воды для спортсмена
Простейший способ определить гидробаланс организма — взвешивание до и после тренировки. Потеря 1 кг веса означает потерю примерно 1 л воды.
При регулярном взвешивании и анализе данных спортсмен может получить представление о том, сколько воды теряет при тренировке разного вида и интенсивности, и рассчитать, сколько воды ему нужно употребить, чтобы своевременно восполнять потери.
Следует стремиться к неизменному весу, восполнять 80 % недостатка влаги в организме в течение тренировки, а остальное возместить по окончании тренировки. Рекомендуется употребить воды в полтора раза больше от образовавшегося в организме по итогам тренировки дефицита веса.
Для того, чтобы сократить потери воды во время тренировки, рекомендуется также выпивать до 400 мл воды за 30 минут до начала занятий спортом.
То есть, если человек без учёта выпитой воды теряет во время тренировки 1 кг, то во время тренировки ему рекомендуется постепенно выпивать 80 % от этого веса — то есть 800 мл. А по окончании тренировки взвеситься ещё раз, определить дефицит веса с учётом выпитой воды и выпить в полтора раза больше от образовавшегося дефицита.
(1000—800) x 150 % = 300 мл воды.
Также можно воспользоваться упрощённой универсальной формулой: 400 мл воды за 30 минут до тренировки, 50 мл воды каждые 15 минут тренировки и 400 мл через 30 минут после окончания тренировки.
Для серьёзных тренировок и тренировок в нестандартных условиях приблизительный метод подсчёта не подходит, рекомендуется обратиться к спортивному диетологу для индивидуального расчёта.

## Гидробаланс во время бега
При спортивном беге необходимое количество воды зависит от дистанции, выносливости спортсмена, интенсивности забега, условий окружающей среды.
Для коротких и средних дистанций рекомендуется употребить 360—480 мл для бегуна весом около 60 кг (6-8 мл на килограмм) за 2 часа до старта.
Рекомендация для участников марафонов и полумарафонов — восполнять запасы воды на питьевых станциях в объёмах чуть меньших, чем потери воды с потом во время забега. Данные от марафонских бегунов показывают, что атлеты теряют от 2 до 8 % от массы тела в зависимости от условий окружающей среды.